# José María Mier
General José María de la Soledad Platón Mier Santos (Cadereyta Jiménez, Nuevo León; 22 de julio de 1847 - Guadalajara, Jalisco; 8 de julio de 1914) fue un abogado y militar mexicano. Ocupó el cargo de gobernador de Nuevo León tras la renuncia del general Bernardo Reyes. Participó en la Revolución Mexicana luchando contra las fuerzas constitucionalistas y llegó a ser nombrado gobernador y comandante militar de Jalisco. Al final cayó muerto en combate contra las fuerzas revolucionarias.

## Inicio y estudios
Nació en Cadereyta Jiménez, Nuevo León, el 22 de julio de 1847, siendo hijo de don Francisco Mier Leal y de doña María Teresa de los Santos Leal, siendo a su vez, sobrino-nieto del célebre Fray Servando Teresa de Mier. Estudió en su ciudad natal y en el Colegio Civil de Monterrey, llegando a obtener el título de abogado por la Escuela de Jurisprudencia de Nuevo León el 29 de mayo de 1871.
En 1879 el licenciado Mier contrajo matrimonio en Monterrey con María Concepción Mier de la Garza, hija de Fernando Mier y de Dorotea de la Garza.

## Carrera militar
Comenzó su carrera militar en 1876, durante la revolución de Tuxtepec, como jefe de Estado Mayor del general Jerónimo Treviño en la División del Norte. En ese mismo año asistió a algunos encuentros de armas en Marín, Montemorelos, Cerralvo y Guadalupe. Estuvo en la batalla de Icamole, donde fue herido en la mano derecha, siendo ascendido a teniente coronel de caballería.
En 1877 José María Mier presidió el Consejo de Guerra que condenó a muerte al general Julián Quiroga. Ese mismo año, con el mando del Cuerpo de Carabineros de Caballo, hizo la campaña contra los sublevados del coronel Pedro A. Valdés, alcanzándolos en Agujita, Coahuila. En 1878 persiguió en Tamaulipas a los sublevados de José María Amador, derrotándolos en el Ojo de Agua, en el municipio de China. 
En ese mismo año hizo la campaña a la sierra de Galeana contra Pedro Martínez, Miguel Palacios y otros. Por estas acciones, José María Mier fue ascendido a coronel de caballería auxiliar.
Una vez concluida esta etapa revolucionaria, el coronel Mier desempeñó diversas comisiones. Siendo ascendido a general de brigada, se hizo cargo, en 1888, de la Décima Zona Militar, con sede en Oaxaca, hasta el 2 de mayo de 1890 en que pasó a ser magistrado de la Suprema Corte de Justicia Militar. Ocupó este cargo hasta el 27 de julio de 1896.
En la Secretaría de Guerra y Marina el general Mier desempeñó cargos diversos. De 1896 a 1900 fue jefe del Departamento de Caballería. De 1900 a 1903, jefe del Departamento del Detall, llamado después Oficialía Mayor. Y en 1903 fue designado Subsecretario de Guerra y Marina.

## Gobernador de Nuevo León
El 24 de octubre de 1909, el Congreso del Estado de Nuevo León nombró a José María Mier gobernador por el tiempo de la licencia indefinida concedida al general Bernardo Reyes, tomando posesión el 1 de noviembre, ejerciendo con el carácter de gobernador constitucional electo, por haber renunciado Reyes, cuyo periodo habría de completar. Tuvo a su cargo el gobierno hasta el 8 de junio de 1911 en que entregó el poder al licenciado Leobardo Chapa.
Con todo y que José María Mier fue el último de los gobernantes de la dictadura porfirista, su mandato no se constituyó en un autoritarismo a ultranza; es más, podría decirse que su actitud frente al maderismo fue casi tolerante.
Siendo gobernador fue ascendido a general de división el 27 de diciembre de 1910.

## Después del gobierno
Concluida su administración, el general Mier asumió el 21 de junio la jefatura de la 3a. Zona Militar, en Monterrey, recibiendo el cargo del general Jerónimo Treviño. A principios de 1913, y tras los sucesos de la Decena Trágica, el general Mier fue sustituido como jefe de la zona militar, siendo reemplazado por el general Emiliano Lojero. En 1914 le fue encomendada la división del Nazas, en sustitución del general Ignacio A. Bravo pasando el 6 de mayo de 1914 a mandar el Cuerpo de Ejército de Occidente, designado a la vez como gobernador de Jalisco.

## Lucha contra los constitucionalistas y muerte
Ocupado Jalisco por las fuerzas del Ejército del Noreste, al mando de Álvaro Obregón, éste comisionó al general Lucio Blanco para cortar las comunicaciones entre Guadalajara y México. Informado el general Mier de la derrota del general Miguel Bernard, que se retiró a Colima, decidió evacuar Guadalajara, y retirarse a la Ciudad de México, pero al llegar a la hacienda de El Castillo en El Salto de Juanacatlán, fue sorprendido por el coronel Herrera. José María Mier murió de un disparo en el pecho el 8 de julio de 1914. Fue sepultado en el Panteón Municipal de Guadalajara. Un joven Lázaro Cárdenas del Río fue el encargado de entregar su cadáver a sus familiares.
En 1984, sus restos fueron trasladados y depositados en la Explanada de los Héroes en la Macroplaza en la ciudad de Monterrey, al pie de la estatua de Benito Juárez, junto a los de los también generales José Silvestre Aramberri, Francisco Naranjo y Bernardo Reyes.